# Eoscarta illuminata
Eoscarta illuminata är en insektsart som beskrevs av William Lucas Distant 1908. Eoscarta illuminata ingår i släktet Eoscarta och familjen spottstritar. Inga underarter finns listade i Catalogue of Life.